# Valdefuentes
Valdefuentes település Spanyolországban, Cáceres tartományban. Valdefuentes Montánchez, Torremocha, Botija, Benquerencia, Salvatierra de Santiago és Torre de Santa María községekkel határos. Lakosainak száma 1100 fő (2024).

## Népesség
A település népessége az elmúlt években az alábbi módon változott:
| Lakosok száma | 1511 | 1552 | 1489 | 1415 | 1373 | 1307 | 1277 | 1174 | 1147 | 1100 |
|               | 2001 | 2004 | 2006 | 2009 | 2011 | 2014 | 2016 | 2019 | 2021 | 2024 |